# Ponta Lalétec
Der Ponta Lalétec (auch Cabo Cacetec) ist ein Kap an der Südküste der Insel Timor. Es befindet sich im osttimoresischen Suco Foho-Ai-Lico (Verwaltungsamt Hato-Udo), im Südosten der Gemeinde Ainaro. Östlich des Kaps mündet der Fluss Caraulun in die Timorsee, der die Grenze zur Gemeinde Manufahi bildet.